# 小宮詩乃
小宮 詩乃（こみや しの、1969年4月7日 - ）は、東京都出身の女優。
身長158cm。趣味は温泉、映画鑑賞。特技は料理を焦がす事。

## 出演作品

### テレビドラマ
- 月曜ドラマ・イン / 研修医なな子（1997年、テレビ朝日） - 母親
- 昼ドラマ（東海テレビ）
  - いのちの器（1998年） - 妊婦
  - 風の行方（1999年） - 緑川の母
- 別れたら好きな人（1999年、テレビ東京） - 式場係員
- 恋の神様 第9話（2000年、TBS） - ブライダル店員
- Summer Snow 第1話（2000年、TBS） - 主婦
- 水曜ドラマ（日本テレビ）
  - 警視庁鑑識班2004 第8話（2004年）
  - トッカン 特別国税徴収官（2012年）
- 仮面ライダー剣 第12話（2004年、テレビ朝日） - 母親
- 土曜時代劇 / 桂ちづる診察日録 第8 - 14話（2010年、NHK）
- 土曜ワイド劇場 / 法医学教室の事件ファイル 第33作（2011年、テレビ朝日）
- 絶対零度〜特殊犯罪潜入捜査〜 第5話（2011年、フジテレビ） - 木田智子
- パナソニック ドラマシアター / 水戸黄門 第43部 第14話（2011年、TBS） - お稲
- タイムスクープハンター（NHK）
  - シーズン4 第8話（2012年）
  - シーズン5 第5話（2013年）
- ドラマW / 三谷幸喜「大空港2013」（2013年、WOWOW）
- 火曜サスペンス劇場 / かくれんぼう（日本テレビ） - 大塚聡美

### テレビ番組
- くらし発見（1994年、NHK教育テレビジョン）
- あなたが主役!（テレビ東京） - 浅香光代

### 映画
- CURE（1997年、松竹富士）
- 冷血の罠（1998年、大映）
- 恋する
- それから

### Vシネマ
- 愛しい妻 ひと夏のたわむれ （2000年、レジェンド・ピクチャーズ）
- 会社の怪談2 - お局OL

### 配信ドラマ
- cancan探偵事務所 - 大西あかね

### CM
- おもちゃのトミー
- 大正製薬「ゼナ」
- 郵政省 「ゆうちょ」
- P&G 「ファブリーズ」
- 養命酒製造 「薬用養命酒」
- 雪印メグミルク 「毎日骨太」
- ファンケル 「発芽米」
- 東急フィットネス
- ビスティ 「CRヱヴァンゲリヲン 〜始まりの福音〜」

### 舞台
- 斜塔（COOZEプロデュース）
- サンハロンシアター
  - 降る命
  - 上海、そして東京の屋根の下で
  - 早足の夕暮れ
- LOVE PANK
  - オクトパスホールド
  - DEAD END GIRLS